# Dos disparos
Dos disparos es una película de comedia dramática argentina-chilena-alemana-holandesa de 2014 dirigida y escrita por Martín Rejtman. Narra la historia de un adolescente que intenta suicidarse con dos tiros, pero sobrevive en el acto. Está protagonizada por Rafael Federman, Susana Pampín, Benjamín Coelho, Manuela Martelli, Camila Fabbri y Fabián Arenillas. La película se estrenó mundialmente el 11 de agosto de 2014 durante el Festival Internacional de Cine de Locarno, mientras que su estreno comercial en las salas de cines de Argentina fue el 9 de octubre de 2014.

## Sinopsis
Mariano es un adolescente de 16 años que durante una noche se dirige al depósito de un quincho, donde encuentra un arma con la cual intenta suicidarse. La primera bala roza su cabeza y la segunda queda en su estómago, pero de todas formar sobrevive al disparo. Después de lo sucedido, se generan las primeras repercusiones familiares, entre ellas la mudanza de Mariano a la casa de su hermano Ezequiel; idea impulsada por su propia madre.

## Elenco
- Rafael Federman como Mariano
- Susana Pampín como Susana
- Benjamín Coelho como Ezequiel
- Manuela Martelli como Lucía
- Camila Fabbri como Ana
- Fabián Arenillas como Arturo
- María Inés Sancerni como Eleonora
- Walter Jakob como Peter
- Laura Paredes como Margarita
- Eleonora Capobianco como Silvina
- Daniela Pal como Liliana
- Claudia Cantero como Adriana
- Mariel Fernández como Laura
- Fernando Contigiani como Javier
- Hernán Glatsman como Federico
- Edgardo Castro como Sergio
- Matías Panaro como Matías

## Recepción

### Comentarios de la crítica
La película recibió críticas mixtas por parte de la prensa. Horacio Bilbao de Clarín describió que la película «se parece mucho a un juego de tensión entre los hechos y la forma de contarlos, entre los diálogos y el lugar de los hablantes»; y cuenta con un «un humor ácido representado en actuaciones y diálogos que no se asumen graciosos». Diego Batlle de Otros cines destacó que «Rejtman logra una película hipercalculada y deforme, sí, pero también de una extraña belleza y lirismo».
En una reseña para La Nación, Javier Porta Fouz escribió «Rejtman presenta personajes a una velocidad inusitada y su particular concepción del cine brilla como nunca». Juan Pablo Cinelli de Página 12 señaló que «en Dos disparos Rejtman filma desde la comodidad de un lugar que conoce muy bien, del que ciertamente obtiene los mejores resultados posibles, pero que no representa un aporte sustancial a lo que había mostrado (con creces) en sus films anteriores».

### Premios y nominaciones
| Lista de premios y nominaciones | Lista de premios y nominaciones           | Lista de premios y nominaciones | Lista de premios y nominaciones | Lista de premios y nominaciones | Lista de premios y nominaciones |
| Año                             | Organización                              | Categoría                       | Nominado/a(s)                   | Resultado                       | Ref(s)                          |
| ------------------------------- | ----------------------------------------- | ------------------------------- | ------------------------------- | ------------------------------- | ------------------------------- |
| 2014                            | Festival Internacional de Cine de Locarno | Leopardo de oro                 | Dos disparos                    | Nominado                        | [ 10 ]                          |
| 2014                            | Festival de Cine de Lisboa y Estoril      | Mejor película                  | Dos disparos                    | Nominado                        | [ 11 ]                          |
| 2015                            | Premios Cóndor de Plata                   | Mejor actriz de reparto         | Susana Pampín                   | Nominada                        | [ 12 ]                          |
| 2015                            | Premios Cóndor de Plata                   | Revelación masculina            | Rafael Federman                 | Nominado                        | [ 12 ]                          |
| 2015                            | Premios Cóndor de Plata                   | Revelación femenina             | Camila Fabbri                   | Nominada                        | [ 12 ]                          |
| 2015                            | Premios Cóndor de Plata                   | Mejor música original           | Diego Vainer                    | Nominado                        | [ 12 ]                          |
| 2015                            | Premios Sur                               | Mejor actor de reparto          | Fabián Arenillas                | Nominado                        | [ 13 ]                          |
| 2015                            | Premios Sur                               | Mejor guion original            | Martín Rejtman                  | Nominado                        | [ 13 ]                          |